# Rowlandius sul
Espèce
Rowlandius sul est une espèce de schizomides de la famille des Hubbardiidae.

## Distribution
Cette espèce est endémique du Pará au Brésil,. Elle se rencontre vers Belém.

## Description
La femelle holotype mesure 2,7 mm.

## Publication originale
- Cokendolpher & Reddell, 2000 : New and rare Schizomida (Arachnida: Hubbardiidae) from South America. Amazoniana, vol. 16, no 1/2, p. 187-212 (texte intégral).